# أسيني (تشاد)
أسيني هي محافظة فرعية تابعة لمحافظة البطحة الغربية في إقليم البطحة في تشاد.